# Христина Балабанова
Христина Балабанова е български юрист. Професор по Административно право и Административен процес в Юридическия факултет на УНСС.

## Биография
Христина Балабанова е родена през 1955 г. Дипломира се в специалност право в Юридическия факултет на Софийския университет. Научната си кариера започва в Юридическия факултет на УНСС, където защитава докторска дисертация през 1989 г. на тема „Вътрешнослужебен административен акт“. Хабилитира се като доцент по Административно право и процес в същия факултет през 1995 г. Професор е от 2002 г.
Била е председател на Контролния съвет на УНСС. Също така е била член и на ПК по правни науки при ВАК към Министерския Съвет и член на Постоянна комисия по правни социални и военни науки при НАОА.
Автор е на повече от 70 статии, студии, учебници и учебни помагала, както и монографии, най-значими сред които са:
- Местно самоуправление и местна администрация. С., 1994
- Власт и организация. В., 2001
- Административен контрол. С., 2004
- Институцията министър в Република България. С., 2009
- Публични организации. С., 2013

Била е два мандата декан на Юридическия факултет при УНСС, а след това директор на Центъра за международна икономика, политика и право към Института за следдипломна квалификация при УНСС.